# 1034
1034 (MXXXIV) var ett normalår som började en tisdag i den julianska kalendern.

## Händelser

### April
- 11 april – Den bysantinska kejsarinnan Zoë gifter om sig och gör sin nye make Mikael IV till kejsare.

### November
- 25 november – Den skotske kungen Malkolm II blir mördad i Glamis. Han har inga egna söner, som kan efterträda honom på tronen, men han har sedan tidigare utverkat att hans dotterson Duncan ska efterträda honom på tronen. När Duncan I nu blir ny kung av Skottland grundar han också den nya kungaätten Dunkeld, som kommer att inneha den skotska kungamakten till 1286.

### Okänt datum
- För första gången omnämns väringagardet (nordbor i kejsarens tjänst) i bysantinska källor.
- Ibno Al-Thahabi, skriver Kitab Al-Ma'a (Vattnets bok), det första kända alfabetiska medicinska uppslagsverket

## Födda
- Hassan-i Sabbah, grundaren av assassinerna
- Go Sanjo, japansk kejsare
- Skjalm Hvide, hövding på Rügen

## Avlidna
- 11 april – Romanos III Argyros, bysantinsk kejsare
- 10 eller 11 maj – Mieszko II, kung av Polen
- 25 november – Malkolm II, kung av Skottland